# 毛茎冷水花
毛茎冷水花（学名：Pilea villicaulis）为荨麻科冷水花属下的一个种。

## 扩展阅读
- 維基物種上的相關：毛茎冷水花